# Palos de la Frontera
Palos de la Frontera (Palos) – miejscowość w Hiszpanii w prowincji Huelva (Andaluzja), położona u ujścia rzeki Tinto do Atlantyku, 13 km od Huelva. ok. 9 tys. mieszkańców. Z portu Palos Krzysztof Kolumb wypłynął 3 sierpnia 1492 roku na karaweli „Santa María” w pierwszą wyprawę do Ameryki i powrócił do niego 15 marca następnego roku.
Historyczna miejscowość znajdująca się około 4 km od klasztoru La Rábida sprawia wrażenie wymarłej. Port, z którego wypłynęły statki Kolumba, jest od dawna zasypany piaskiem. Jedynie La Fontanilla, mały domek ze studnią, z której niegdyś zaopatrywano statki w wodę oraz kościół San Jorge z XV wieku w stylu mudéjar  świadczą o wielkich czasach. Tu przed wyjazdem modlili się Krzysztof Kolumb oraz dwaj miejscowi żeglarze – bracia Vicente Yáñez Pinzón i Martín Alonso Pinzón, dowodzący dwoma pozostałymi karawelami „Niña” i „Pinta”.
Miasteczko znane jest w Europie z produkcji truskawek.

## Miasta partnerskie
- Ancud
- Asyż
- Baiona
- Cabo de Santo Agostinho
- Columbus
- Columbus
- Isla de Chiloé
- Lagos
- Latina
- Ōfunato
- Los Palos
- Puerto Iguazú
- San Sebastián de La Gomera
- San Juan del Puerto
- Sanlúcar de Barrameda
- Santa Fe
- Cali
- Santiago
- Santo Domingo
- Santoña
- Sonsonate
- Soyaux